# Comostola cedilla
Comostola cedilla är en fjärilsart som beskrevs av Louis Beethoven Prout 1917. Comostola cedilla ingår i släktet Comostola och familjen mätare. Inga underarter finns listade i Catalogue of Life.

## Bildgalleri

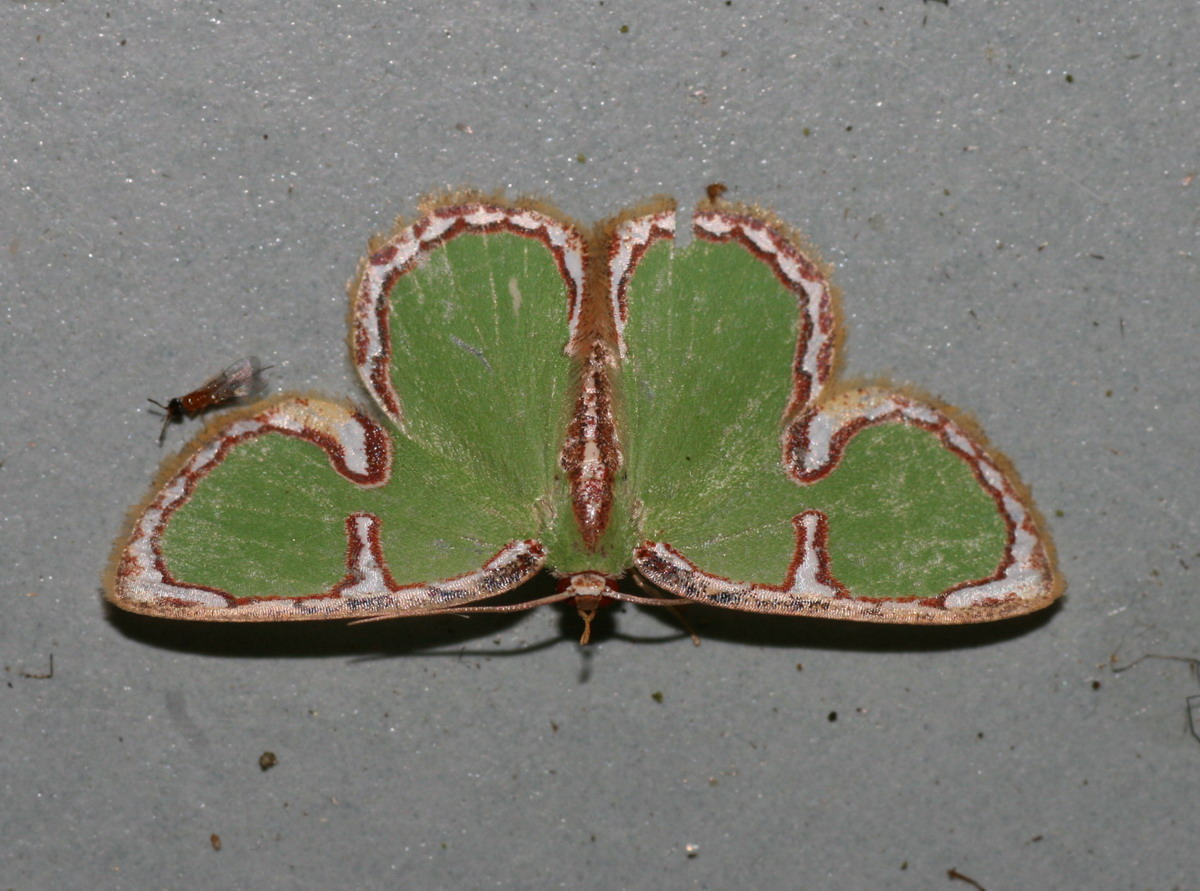
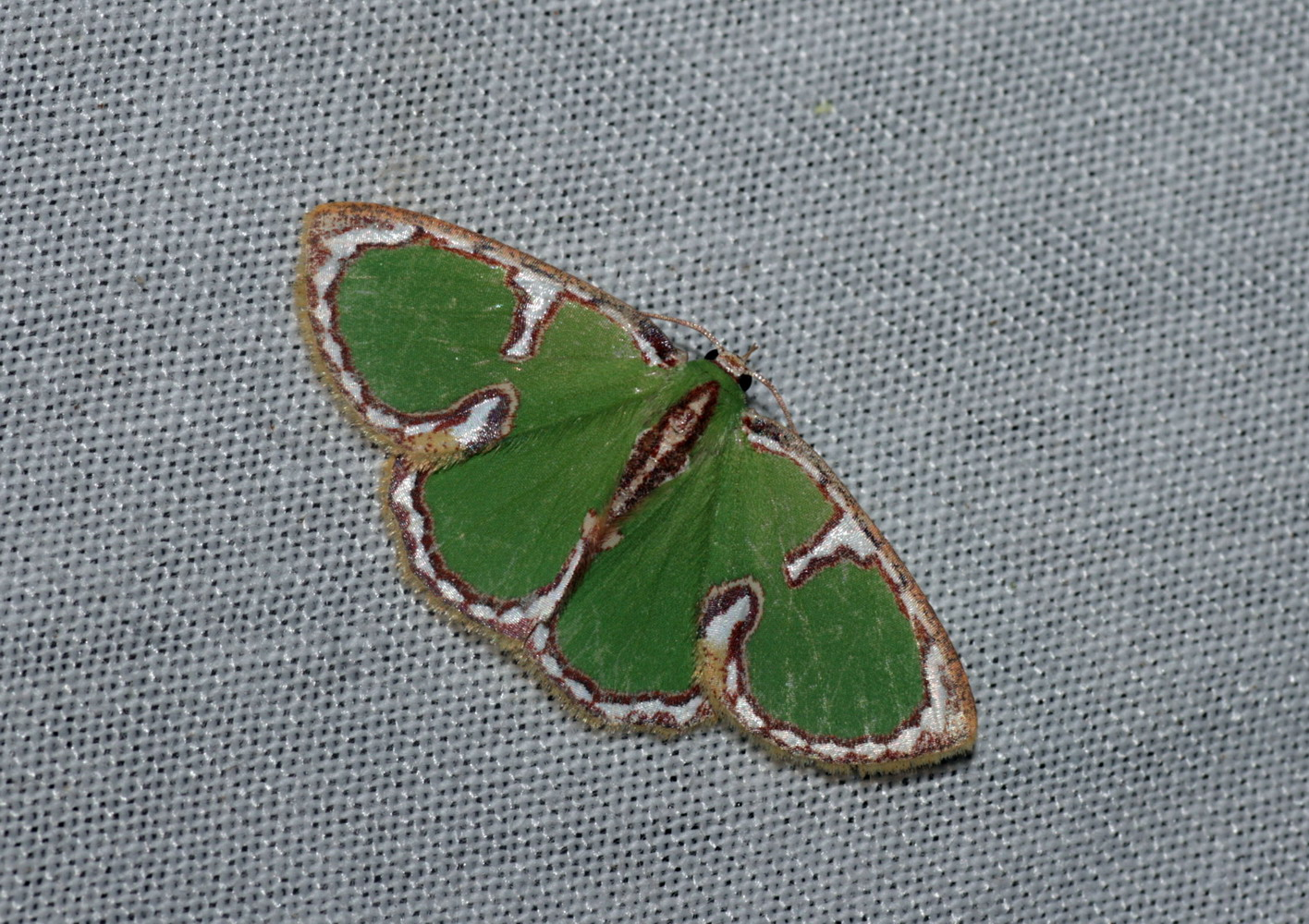
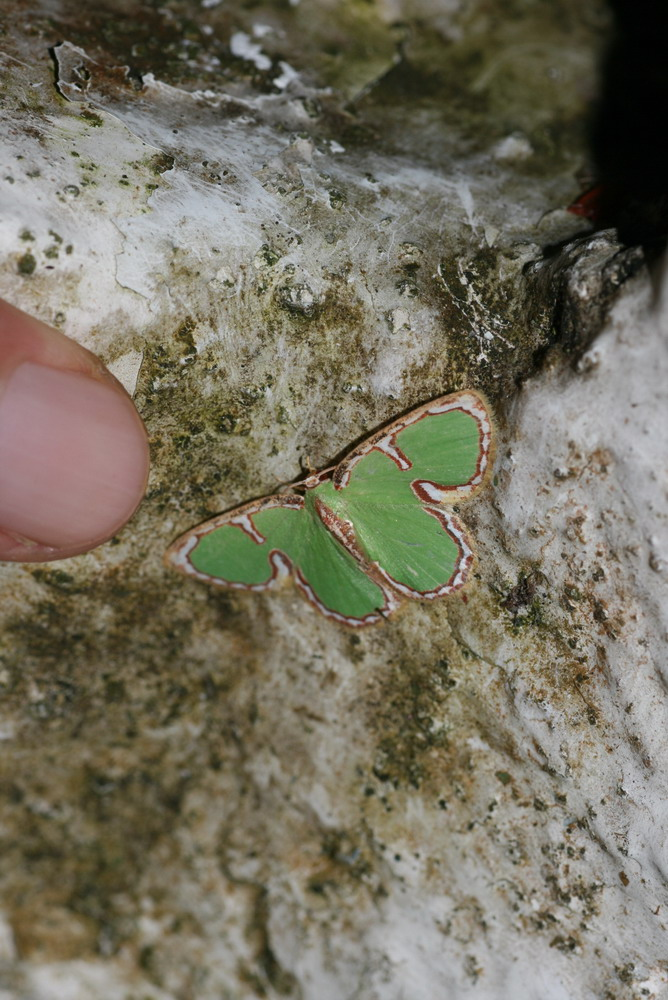